# Xavier Dumusque
Xavier Dumusque (1985, Aràbia Saudita) és un astrofísic suís especialitzat en la detecció i caracterització de planetes extrasolars, dels quals n'ha descobert cinc.
El 2003 completà el seu batxillerat a Saint-Julien-en-Genevois i, a continuació, inicià els seus estudis superiors de física a la Universitat de Ginebra. Posteriorment completà un màster en astrofísica el 2008. El mateix any inicià el doctoral sota la direcció de Nuno Santos a la Universitat de Porto, Portugal. Dos anys després es traslladà a l'Observatori de Ginebra per a completar la tesi sota la direcció d'Stéphane Udry. Completà la tesi el desembre de 2012. Entre el 2013 i 2014 realitzà una estada post-doctoral al Harvard-Smithsonian Center for Astrophysics, Cambridge, Massachusetts. Des del 2014 és investigador del mateix centre.
Fou qui encapçalà l'article de l'Observatori Europeu Austral (ESO) a la revista Nature al qual es va anunciar el descobriment del primer exoplaneta de dimensions semblants a la Terra, i el primer del sistema d'estels Alfa del Centaure, Alpha Cen B b (2012), el més proper al sistema solar. Altres exoplanetes que ha descobert són: HD 7449 b, HD 137388 b, HD 204941 b i HD 7199 b (2011).